# Lepidozia reptans
 (septembre 2024).
Espèce
Lepidozia reptans est une espèce d'hépatique de la famille des Lepidoziaceae.

## Description
Lepidozia reptans est une hépatique calcifuge et élancée. Elle peut former de grandes taches rampantes qui sont toujours d'une couleur frappante, vert pâle à brillant. Bien que ses feuilles soient très distinctives, la façon dont elles se recourbent vers l'intérieur (surtout lorsqu'elles sont sèches) peut vous faire croire qu'il s'agit d'une autre plante. Cependant, c'est toujours au microscope qu'elle révèle ses vraies couleurs.

## Répartition et habitat
La répartition de Lepidozia reptans est cosmopolite. Elle est présente dans les régions de plaine, elle est souvent confinée au bois mort en décomposition ou aux souches dans les bois. Elle aime les endroits abrités et humides et est rare dans de nombreuses régions plus sèches. Dans le nord et l'ouest, elle fait souvent partie d'une communauté diversifiée de bryophytes qui partagent son habitat de bois mort, y compris Leucobryum albidum, Mnium hornum, Scapania nemorea, S. gracilis, S. umbrosa, Cephalozia curvifolia, Dicranum scoparium et Riccardia palmata. Sur les souches, on la trouve fréquemment avec Orthodontium lineare et Tetraphis pellucida. Dans les régions à forte pluviosité, on la trouve également sur les pentes rocheuses des landes, sur les berges herbeuses et dans d'autres endroits abrités en plein air.

## Systématique
Le nom correct complet (avec auteur) de ce taxon est Lepidozia reptans (L.) Dumort..
L'espèce a été initialement classée dans le genre Jungermannia sous le basionyme Jungermannia reptans L..
Ce taxon porte en français les noms vernaculaires ou normalisés suivants : jongermanne rampante, lépidozie en tapis, lépidozie rampante,.
Lepidozia reptans a pour synonymes :
- Herpetium reptans f. julaceum Nees
- Herpetium reptans f. tenerum (Huebener) Nees
- Herpetium reptans (L.) Nees
- Jungermannia reptans var. delicatula Huebener
- Jungermannia reptans var. filiformis Hook.
- Jungermannia reptans var. geophila Wallr.
- Jungermannia reptans var. tenera Huebener
- Jungermannia reptans var. xylophila Wallr.
- Jungermannia reptans L.
- Lepidozia chinensis Steph.
- Lepidozia himalayensis Steph.
- Lepidozia hokiensis Stephani
- Lepidozia hokinensis Steph.
- Lepidozia liebmanniana Steph.
- Lepidozia macrocalyx Steph.
- Lepidozia macropatens Herzog
- Lepidozia obliqua Steph.
- Lepidozia pinnata var. tenera (Huebener) Jørg.
- Lepidozia reptans f. terricola Schiffn.
- Lepidozia reptans var. aquatica Schiffn.
- Lepidozia reptans var. julacea (Nees) Gottsche, Lindenb. & Nees
- Lepidozia reptans var. laxa Schiffn.
- Lepidozia reptans var. tenella Mönk.
- Lepidozia reptans var. tenella Mönk. ex Schiffn.
- Lepidozia reptans var. tenera (Huebener) Gottsche, Lindenb. & Nees
- Lepidozia subalpina S.Hatt.
- Lepidozia tridens Steph.
- Mastigophora reptans (L.) Trevis.
- Pleuroschisma reptans (L.) Dumort.